# マッハ (小惑星)
マッハ (3949 Mach) は小惑星帯の小惑星である。1985年10月20日にアントニーン・ムルコスがクレチ天文台で発見した。
オーストリアの物理学者であるエルンスト・マッハに因んで命名された。